# Luis G. Nogales
Luis G. Nogales est un investisseur et dirigeant d'entreprise américain, qui fut en particulier président, de 1984 à 1986, de l'agence de presse américaine United Press International, alors en difficultés financières.

## Biographie
Né en 1944, Luis G. Nogales est diplômé d'un Bachelor of Arts de l'Université de San Diego et d'un doctorat en droit de l'Université de Stanford. Il a dirigé le réseau de télévisions californiennes hispanophones Univisions, puis est devenu actionnaire de l'agence de presse américaine United Press International, dont il est vice-président exécutif à partir d'août 1983. Il a obtenu en septembre 1984, date à laquelle il devient président, une baisse temporaire, pendant un an, de 25 % du salaire des journalistes de l'agence. En 1986, après piloté la période de restructurations financières et juridiques de la société, il a cédé sa place à l'éditeur de journaux mexicain Mario Vázquez Raña.
Il a plus tard fondé son propre fonds de capital-investissement. Sa carrière l'a aussi amené à être conseiller économique à la Maison-Blanche et banquier spécialiste de l'Amérique latine à la Deutsche Bank.